# Cláudia Raia
Maria Cláudia Motta Raia (n. 23 decembrie 1966, Campinas) este o actriță braziliană.

## Filmografie

### Televiziune
| Televiziune | Televiziune                              | Televiziune                            |
| An          | Titlu                                    | Hârtie                                 |
| ----------- | ---------------------------------------- | -------------------------------------- |
| 1984        | Viva o Gordo                             | Carola                                 |
| 1985        | Roque Santeiro                           | Ninon                                  |
| 1986        | Cambalacho                               | Maria Antonyeta                        |
| 1987        | O Outro                                  | Edwiges                                |
| 1987        | Sassaricando                             | Tancinha (Constãncia)                  |
| 1987        | TV Pirata                                |                                        |
| 1990        | Rainha da Sucata                         | Adriana Ross                           |
| 1991        | Vamp                                     | Celeste                                |
| 1992        | Deus nos Acuda                           | Maria Escandalosa                      |
| 1993        | Você Decide                              |                                        |
| 1995        | Engraçadinha: Seus Amores e Seus Pecados | Engraçadinha                           |
| 1995        | A Próxima Vítima                         | Mulher assassinada no último capítulo  |
| 1995        | A Comédia da Vida Privada                | Paola                                  |
| 1996        | Não Fuja da Raia                         |                                        |
| 1998        | Torre de Babel                           | Ângela Vidal                           |
| 1999        | Sai de Baixo                             | Petúnia Baaleiro                       |
| 1999        | Mulher                                   |                                        |
| 1999        | Terra Nostra                             | Hortência                              |
| 2000        | Mundo VIP                                | Ela mesma                              |
| 2000        | Brava Gente                              | Karla                                  |
| 2001        | As Filhas da Mãe                         | Ramón Cavalcante (Ramona)              |
| 2001        | Os Normais                               | Michelle e Marcela Magrela             |
| 2002        | O Beijo do Vampiro                       | Mina d'Montmartre                      |
| 2003        | Sítio do Picapau Amarelo                 | Medéia                                 |
| 2003        | Celebridade                              | Ela mesma                              |
| 2005        | Mad Maria                                | Teresa                                 |
| 2005        | Belíssima                                | Safira Solomos Güney                   |
| 2006        | Minha Nada Mole Vida                     | Modelo Boazuda                         |
| 2007        | Sete Pecados                             | Ágatha                                 |
| 2008        | A Favorita                               | Donatela da Silva Pinto Duarte Fontini |
| 2010        | A Grande Família                         | Vânia Lira                             |
| 2010        | Ti Ti Ti                                 | Jacqueline Maldonado                   |
| 2010        | Passione                                 | Ela mesma                              |
| 2012        | Salve Jorge                              | Lívia Marine                           |